# Plexechinidae
De Plexechinidae zijn een familie van zee-egels (Echinoidea) uit de orde Holasteroida.

## Geslachten
- Plexechinus A. Agassiz, 1898